# Cerro El Morado
Cerro El Morado ist ein Berg in den Anden von Chile in der Metropolregion Santiago. Er ist 4674 m hoch und liegt im gleichnamigen Naturdenkmal El Morado.
Das Gebiet ist der Kar des San-Francisco-Gletschers und gehört zum Einzugsgebiet des Flusses El Volcán. Der Cerro El Morado dominiert die Landschaft dieses Schutzgebiets.